# جوفيدوس
جوفيدوس (بالإسبانية: güevedoces)‏ هو مصطلح يستخدم في جمهورية الدومينيكان للأطفال الذين يعانون من نوع معين من الخنوثة. الجوفيدوس يصنفون كفتيات عند ولادتهم بسبب مظهرهم الجسدي، ولكن في حوالي سن الثانية عشرة، يبدأون في تطوير الأعضاء التناسلية الذكرية. هذا بسبب عوز الإنزيم المختزل 5-ألفا، وهو إنزيم يشارك في أيض هرمون التستوستيرون إلى ثنائي هيدروتستوستيرون.     وتحدث هذه الظاهرة نفسها في بابوا غينيا الجديدة، حيث يطلق عليه kwolu-aatmwol من قبل الناس Sambia ('مما يشير إلى تحول الشخص "إلى شيء من الذكور". ")،  وفي تركيا. تقول آن فاوستو ستيرلنج إن جوفيدوس (وكذلك الأشخاص في بابوا غينيا الجديدة الذين يعانون من عوز الإنزيم المختزل 5-ألفا) "معترف بهم كجنس ثالث " من قبل ثقافاتهم، بينما الثقافات "مع ذلك تعترف بدورين فقط للجنسين". 

## المصطلح
مصطلح güevedoces (جوفيدوس) يُترجم حرفياً على أنه «بيض (عامية للخصيتين) عند الثانية عشرة»، ولكن الترجمة الحرة تعني «القضيب في الثانية عشرة»، حيث يولد الأطفال الذين عانوا من نقص 5α-reductase بدون قضيب يمكن التعرف عليه بوضوح. نتيجة لذلك، يتم تعيينهم وتربيتهم كبنات منذ الولادة، حتى تظهر الأعضاء التناسلية الذكرية عند سن البلوغ.

## البحث المبكر
حدثت التحقيقات العلمية الأولى لجوفيدوس في السبعينيات، عندما سافرت جوليان إمبيراتو-ماكجينلي ، أخصائية الغدد الصماء من جامعة كورنيل، إلى قرية لاس ساليناس في جمهورية الدومينيكان للتحقيق في التقارير التي تشير إلى أن الأطفال الإناث أصبحوا أطفالًا ذكورًا في بداية سن البلوغ. تم تحديد السبب على أنه نقص 5α-Reductase ، وتم نشر النتائج في مجلة Science في عام 1974. وجد أن تكرار النقص مرتفع بشكل غير عادي في لاس ساليناس، مع نسبة حدوث 1 جوفيدوس لكل 90 ذكرًا غير مصاب.
التحول طفل من النمط الظاهري الانثوي إلى النمط الظاهري الذكري البالغ عند سن البلوغ، هو امر محتفل بيه عند ثقافة الدومينيكان، هو نتيجة لنمط الجيني وراثي عند الذكور (مع كروموسومات XY) حبث يلدون مع نقص في انزيم 5α اختزال. 5α-Reductase مسؤول عن تحويل هرمون التستوستيرون إلى ثنائي هيدروتستوستيرون عن طريق تقليل هرمون التستوستيرون. ديهدروتستوستيرون (DHT) هو الهرمون المسؤول عن غالبية التطور الجنيني للخصائص الجنسية الذكرية الأولية مثل حجم الأعضاء التناسلية. ومع ذلك، فإن الشكل المؤكسد للهرمون، التستوستيرون، يعزز الخصائص الجنسية الثانوية. وبالتالي، لا يستطيع الطفل XY بدون (5α-reductase اختزال 5α) أن يحول التستوستيرون إلى الشكل الذي يطور الخصائص الجنسية الأولية وسيكون له مظهر الأعضاء التناسلية الأنثوية. عند البلوغ، عندما يتم إنتاج كميات كبيرة من هرمون التستوستيرون، تتطور الخصائص الجنسية الثانوية (على سبيل المثال الصوت العميق، وتغيرات نمط الشعر، و بناء العضلات، وما إلى ذلك)، مما ينتج النمط الظاهري الذكري.

## المكانة في المجتمع
بينما في بلدان مثل الولايات المتحدة، حيث يتم إجراء عمليات جراحية للأطفال ثنائيي الجنس بعد الولادة مباشرة لإظهار أعضائهم التناسلية إما ذكرًا أو أنثى، في جمهورية الدومينيكان يُنظر إلى جوفيدوس على أنهم جنس ثالث، يعانون من التنشئة الاجتماعية المتناقضة بين الجنسين. في مرحلة البلوغ، يعرّف جوفيدوس أنفسهم على أنهم رجال، لكن لا يعاملهم المجتمع بالضرورة على هذا الأساس. 